# کتاب‌خوان (نقاشی)
دختر کتاب‌خوان یا کتاب‌خوان (به فرانسوی: La Liseuse) یک نقاشی رنگ روغن قرن ۱۸ است که توسط ژان هونوره فراگونارد کشیده شده. این نقاشی توسط دختر اندرو دبلیو. ملون در پی مرگ پدرش به نگارخانه ملی هنر آمریکا اهدا شد.
این نقاشی از چهرهٔ یک دختر ناشناس که لباس زرد زعفرانی بر تن دارد کشیده شده‌است، هنگام آزمایش پرتو ایکس مشخص شد که تابلو با یک چهره دیگر به پایان رسیده و فراگونارد روی آن نقاشی کشیده. این یکی از سری نقاشی‌های کشیده شده از چهره دختران جوان توسط فراگونارد است.